# 菲利珀巴赫河

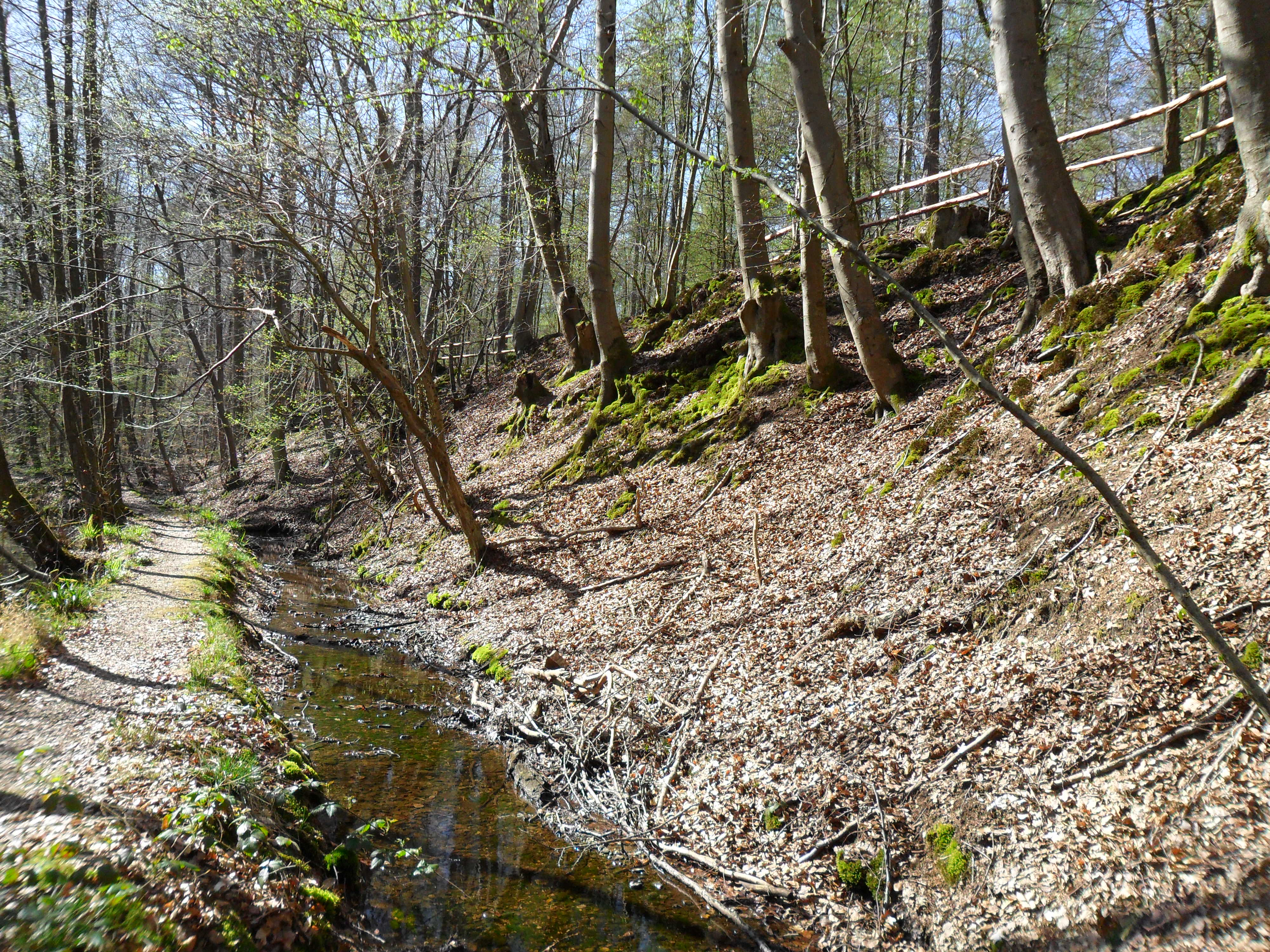

50°40′19.84″N 7°4′42.42″E / 50.6721778°N 7.0784500°E
菲利珀巴赫河（德語：Villiper Bach），是德國的河流，位於該國西部，處於北萊茵-威斯特法倫州，屬於恩德尼希巴赫河的右支流，河道全長3.5公里，流域面積10.7平方公里。